# Jerry Douglas (allenatore di football americano)
Jerry Douglas (Missouri, 25 giugno 1947) è un militare e allenatore di football americano statunitense.
Dopo aver servito in varie posizioni e campagne dell'esercito statunitense è stato destinato alla base NATO di Rimini. Diventa quindi allenatore di squadre di club italiane (Angels Pesaro, Warriors Bologna, Saints Padova, Islanders Venezia, Lumberjacks Fiuggi, Marines Ostia, Titans Romagna) e della nazionale italiana.

## Palmarès
- 1 Europeo (1987)